# Sarati
Sarati är ett skriftsystem som skapades av J.R.R. Tolkien på 1910-talet. Ursprungligen använde Tolkien det i sin dagbok, men i sinom tid sögs det upp i skapandet av hans fiktiva värld, där böcker som Silmarillion, Bilbo – En hobbits äventyr och Sagan om ringen senare skulle utspela sig.
Tolkien producerade under 1910–1930-talen ett antal kortare texter skrivna med sarati, samt diverse tabeller och beskrivningar av skriftsystemet allteftersom hans tankar om det förändrades. Detta material har utgivits i nummer 13 och 15 av magasinet Parma Eldalamberon. I dessa dokument använder Tolkien sarati för att skriva engelska och medelengelska, samt de till fiktionen hörande språken goldogrin och qenya (senare stavat quenya).

## Sarati i Tolkiens fiktion
Enligt Tolkiens böcker är sarati det första skriftsystemet. I texterna kallas skriften ofta Rúmilian letters eller the Alphabet of Rúmil. I Silmarillion skriver han:
Rúmil av Tirion hette den traditionsmästare som var den förste som funderade ut lämpliga tecken för att bevara såväl tal som sång, några avsedda att ristas i metall eller sten, andra att tecknas med pensel eller penna.
När Tolkien på 1930-talet utvecklade skriftsystemet tengwar ur sarati, lät han alven Fëanor bli upphovsman till denna skriftform. Silmarillion berättar om Fëanor: 
I sin ungdom förbättrade han Rúmils verk genom att utforma de bokstäver som bär hans namn och som eldar sedan dess alltid använder.
I Appendix E till Ringarnas herre skriver Tolkien slutligen:
De äldsta eldarinska bokstäverna, Rúmils tengwar, användes inte i Midgård. De senare bokstäverna, Fëanors tengwar, var i stort sett en ny skapelse, även om de hade hämtat en del från Rúmils bokstäver.
Ordet sarati som beteckning på skriftsystemet avslöjas i en postumt publicerad text från 1959–1960. Ordet sägs där vara pluralformen av quenya-ordet sarat, "bokstav, betydelsebärande tecken", som i sin tur härrör från den fiktiva alviska roten *SAR eller *SYAR, "rista, skära", i överförd bemärkelse "skriva". Enligt samma text är beteckningen "Rúmils tengwar" oegentlig, eftersom tengwar specifikt avsåg Fëanors skriftsystem.

## Kännetecken
Sarati är ett fonografiskt skriftsystem; varje tecken representerar ett språkljud. Vokaler skrivs som diakritiska tecken intill konsonanttecknen. Inom Tolkiens fiktion var skälet till detta att vokaler av Rúmil ansågs ha sekundär betydelse.
Konsonanttecknens former markerar i olika hög grad hur ljuden de representerar är besläktade. Exempelvis är ett genomgående drag att tecken för tonande ljud (som /b/, /d/, /g/) dubblerar hela eller en del av tecknet för motsvarande tonlösa ljud (/p/, /t/, /k/). Tecken med samma artikulationsställe (som /p/, /b/, /f/, /v/) är som regel också baserade på samma grundform.
Sarati tillämpar ett stort antal skrivriktningar. Tolkien skriver i en text att "Qenya writing is from top to bottom of the page beginning at the top left-hand corner." Enligt en något senare text var den ursprungliga skrivriktningen höger till vänster, eller bustrofedon (alternerande höger-vänster och vänster-höger), men i böcker användes vanligtvis skrivriktningen uppifrån och ner, i rader som lästes med början längst till höger. I de skrivna beläggen är dock den vanligaste skrivriktningen uppifrån och ner med början till vänster. Ett antal belägg för skrift från vänster till höger återfinns också.
I skrift bands konsonanttecknen ofta ihop av ett rakt streck, som löpte utefter tecknens vänstersida (vid vertikal skrivriktning) eller ovansida (vid horisontell skrivriktning). De diakritiska vokaltecknen hamnade då vanligtvis på streckets motsatta sida.